# Deadman (banda)
Fundada el año 2000, la banda japonesa independiente deadman se convirtió en una de las agrupaciones más respetadas del circuito del Visual kei.

## Historia
En agosto del año 2000, la popular banda de nagoya-kei, kein se disolvió tras tres años de actividad. Dos meses después, otra banda del área, Lamiel, sufrió la misma suerte. De estas separaciones surgiría Deadman, con: Mako (voz), aie (guitarra) y Yukino (bajo) de kein, y Toki de Lamiel.
La primera aparición en vivo de la banda tuvo lugar el 6 de enero del 2001 junto a otras bandas en un local del área de Nagoya. El 20 de marzo tienen su primera presentación en vivo en solitario, y ya el 20 de abril lanzan el sencillo "Subliminal Effect". Poco tiempo después, Yukino se va de la banda y es reemplazado por TAKAMASA (exmiembro de Lady). En mayo la banda se embarcó en una gira junta a MUCC.
El 20 de agosto del mismo año se lanza "In Media", el segundo sencillo de la banda; mientras que el 21 de noviembre lanzan su primer disco, SiteOfScafFold.